# 王诩 (南齐)
王詡（？—497年），南朝齐琅邪临沂人，王廙的六世孙，王弘之的孫子，王普曜之子，王晏的弟弟。
齐武帝永明年间为少府卿，永明六年（488年），敕书规定官位未达到黄门郎，不得畜女妓。王诩与射声校尉阴玄智因蓄妓免官，被禁锢十年。后特赦而出，出任外官担任辅国将军、始兴内史。后广州刺史刘缵为奴仆所杀，延兴元年（494年），王诩率郡兵诛杀此奴仆，以功升为广州刺史。建武四年（497年）齐明帝怀疑王晏叛乱，于是杀害王晏，齐明帝又派人杀死王诩。